# Moneim Adwan
Moneim Adwan (arabe : منعم عدوان), né le 26 février 1970 à Gaza, est un oudiste, chanteur et compositeur franco-palestinien.
Chanteur, oudiste, compositeur, Moneim Adwan poursuit une carrière atypique dans laquelle il alterne des projets construits avec des musiciens d'autres univers musicaux, projets avec des amateurs et projets plus personnels. Son écriture est perméable aux influences des musiques occidentales sous leurs formes les plus variées qu'il intègre dans son propre langage. À la suite de sa résidence au Festival d'Aix-en-Provence, il a souhaité créer un nouveau genre d'opéra arabe qui utilise les codes de l'opéra occidental et dont la musique issue de l'art du Tarab explore de nouveaux horizons.

## Œuvres

### Opéras
- Orfeo & Majnun (création le 29 juin 2018 au Théâtre de la Monnaie) mise en scène Airan Berg et Martina Winkel
- Kalila wa Dimna (création le 1er février 2016 au Festival d'Aix-en-Provence) mise en scène Olivier Letellier,,,,,. Cet opéra a également été présenté à l'Opéra de Lille, aux Quinconces (Le Mans), à l'Opéra de Dijon, au Festival de Casablanca et à la Phliharmonie de Paris.
- La Colombe, le Héron et le Renard (création en 2014 au Festival d'Aix-en-Provence) mise en scène Olivier Letellier

### Principales collaborations artistiques
- en trio avec Alice et Bernard Foccroulle,
- avec Françoise Atlan
- avec Jean-Marc Aymes
- avec Sophie Vander Eyden (luth) et Clare Wilkinson (voix)
- avec Zied Zouari
- avec Raphaël Imbert